# جام قهرمانی والتر ای. براون
جام قهرمانی والتر‌ای. براون (انگلیسی: Walter A. Brown Trophy) جایزه‌ای بود که از سال ۱۹۴۹ تا ۱۹۷۶ به تیم قهرمان فینال‌های ان‌بی‌ای در پایان هر فصل لیگ بسکتبال اهدا می‌شد. این جام طی سال‌های ۱۹۴۶ تا ۱۹۴۹ (دوران فعالیت لیگ با نام بی‌ای‌ای) نیز به قهرمان لیگ اعطا می‌شد.